# Племенити нежења
„Племенити нежења” (енгл. The Adventure of the Noble Bachelor) је једна од 56 приповедака о Шерлоку Холмсу које је написао Артур Конан Дојл и десета је прича у Авантурама Шерлока Холмса. Објављена је у часопису The Strand Magazine у априлу 1892. године.

## Радња
Прича укључује нестанак Хати, невесте лорда Роберта Сент Сајмона на дан њиховог венчања. Она учествује у венчању, али нестаје са пријема.
Догађаји на дан венчања највише збуњују лорда Сент Сајмона јер му се чинило да је његова невеста, госпођица Хати Доран из Сан Франциска, била пуна ентузијазма због њиховог предстојећег брака. Сент Сајмон говори Шерлоку Холмсу да је приметио промену расположења младе даме непосредно после церемоније венчања. Била је неуобичајено оштра према њему. Једина необична ствар која се десила у цркви у којој су се венчали била је Хатина мала незгода: испустила је свој венчани букет, а господин у предњој клупи га је подигао и вратио јој.
Након што је свадбена забава организована у кући Хатиног оца, познаница Сент Сајмона, плесачица Флора Милар, изазвала је неред на вратима и била је избачена. Хати је виђена како разговара са својом слушкињом по доласку у кућу; десет минута након свадбеног доручка, Хати је изјавила да је „изненада нерасположена” и повукла се у своју собу. Недуго касније, откривено је да је напустила кућу.
Постоји многа питања која Холмс мора да размотри. Ко је та жена која је покушала да уђе на свадбени доручак? Ко је био тај човек у предњој клупи? Ко је тај човек који је виђен како иде у Хајд парк са Хати? Зашто су Хатина венчаница и прстен пронађени на обали Серпентинског језера? Шта се десило са њом?
За Холмса се то показује као елементаран случај, јер се бавио сличним случајевима, а овај није тако сложен за расплет, упркос конфузији коју показују доктор Вотсон и инспектор Лестрад, од којих је потоњи покушао да истражи Серпентинско језеро у потрази за Хатиним телом. Холмс проналази Хати и необичног човека из предње клупе, те захтева да се Хати објасни лорду Роберту. Хати и тајанствени човек, Френсис Х. Молтон, били су муж и жена. Растали су се на дан свог венчања како би он могао да покуша да прикупи богатство тражећи злато. Касније је пријављено да је он убијен у нападу Апача на рударски камп у којем је радио. Хати је након његове наводне смрти упознала лорда Роберта и одлучила да се уда за њега, иако је њено срце још увек припадало Френку. Френка су заправо само заробили јуришници Апача, а он је успео да побегне и пратио је Хати до Лондона. Стигао је у цркву на време за церемонију и она га је одмах препознала. Уместо да направи сцену у цркви, он јој је гестикулирао да ћути и написао поруку коју јој је дао док јој је враћао букет. Хтела је да побегне, а да никоме није рекла, али Холмс им је ушао у траг и убедио их да би било боље да открију пуну истину. Међутим, лорд Роберт није дирнут Хатиним извињењима и осећа да је био веома лоше искоришћен.

## Историја објављивања
„Племенити нежења” први пут је објављен у британском часопису The Strand Magazine у априлу 1892. године, док је у Сједињеним Државама објављен у америчкој верзији овог часописа месец дана касније. Прича је објављена са десет илустрација Сиднија Паџета у истом часопису. Ова приповетка је укључена у збирку кратких прича Авантуре Шерлока Холмса, која је објављена у октобру 1892. године.

## Адаптације

### Филм и телевизија
Прича је адаптирана као кратки неми филм објављен 1921. године, који је био део филмског серијала у којем је Еје Норвуд глумио Холмса.
Телевизијска серија Авантуре Шерлока Холмса адаптирала је ову причу 1993. као дугометражни телевизијски филм под насловом Квалификовани нежења. Филм прави значајне измене и укључује елементе из других делова Холмсовог канона. У њему се појављују Џереми Брет као Шерлок Холмс, Едвард Хардвик као др Вотсон и Сајмон Вилијамс као лорд Роберт Сент Сајмон.
Јапанска серија у продукцији HBO Asia/Hulu из 2018. Госпођица Шерлок лабаво прилагођава ову причу као епизоду „Нестала невеста”. У овој верзији, решење оригиналне приче је откривено као црвена харинга, а прави мотив невесте за нестанак је сасвим другачији.

### Радио
Едит Мејзер је адаптирала причу као епизоду радио-серије Авантуре Шерлока Холмса. Епизода под називом „Племенити нежења” емитована је 22. децембра 1930. у којој су глумили Ричард Гордон као Шерлок Холмс и Ли Ловел као др Вотсон. Поновљено емитовање епизоде емитовано је 1933, а римејк је емитован у јулу 1936. (са Гордоном као Холмс и Харијем Вестом као Вотсон).
Мејзерова је такође прилагодила причу као епизоду радио-серије Нове авантуре Шерлока Холмса, са Бејзилом Ратбоном као Холмсом и Најџелом Брусом као Вотсоном, која је емитована 13. октобра 1940. године. Епизода из 1943. под насловом „Мач који је обезглавио три краљице” у неким новинама је названа „Друго венчање племенитог нежење”, што може указивати на то да је епизода инспирисана „Племенитим нежењом”.
Радио адаптација ове приче емитована је на BBC Light програму 1959. године, као део радио серије из 1952–1969, у којој су глумили Карлтон Хобс као Холмс и Норман Шели као Вотсон. Адаптирао ју је Мајкл Хардвик.
„Племенити нежења” је драматизован за BBC Radio 4 током 1991. године од стране Берта Кулса, као епизода радио-серије из 1989–1998. у којој су глумили Клајв Мерисон као Холмс и Мајкл Вилијамс као Вотсон. У епизоди се Доналд Џи појавио као инспектор Лестрад.
Прича је адаптирана као епизода радио-серије Класичне авантуре Шерлока Холмса, у којој су глумили Џон Патрик Лоури као Холмс и Лоренс Алберт као Вотсон. Епизода је емитована 2015. године.